# 探亚通·素乍龙
探亚通·素乍龙（Thanyathon Sukcharoen，1997年4月21日—），泰国女子举重运动员，2018年亚洲运动会女子48公斤级铜牌得主、2021年世界举重锦标赛女子45公斤级金牌得主、2022年世界举重锦标赛女子45公斤级金牌得主。